# Pepe Mel
José Mel Pérez, conocido como Pepe Mel (Madrid, 28 de febrero de 1963), es un exfutbolista, entrenador de fútbol y escritor español, actualmente está sin equipo.
Ha publicado seis novelas: El mentiroso (2011), El camino al más allá (2013), La prueba (2016), dirigida al público infantil, La llave sefardí (2018), Los asesinatos del Xana (2022) y El despertar del Diablo (2024).

## Trayectoria

### Como jugador
Empezó a jugar al fútbol con el Real Madrid Club de Fútbol, en cuya cantera entró con solo 11 años. Jugó cedido una temporada en la Real Sociedad Deportiva Alcalá, ostentando un récord de 34 goles con el conjunto rojillo. Profesionalmente debutó en Primera División con el C. A. Osasuna. Después pasó al C. D. Castellón, donde jugó dos años en Segunda División, consiguiendo ser máximo goleador del equipo en la temporada 1988-89, en la que el club logró el ascenso a Primera División.
En la temporada siguiente pasó el Real Betis Balompié, donde permaneció cuatro años (de la temporada 1989-90 a la 1992-93), jugó 112 partidos de liga y marcó cincuenta goles, logrando ser el máximo goleador de la Segunda División con el conjunto bético en la temporada 1989-90. Posteriormente pasó por Granada C. F., Getafe C. F., Écija Balompié y colgó las botas en el Angers S. C. O. francés en 1998.

### Como entrenador

#### Inicios

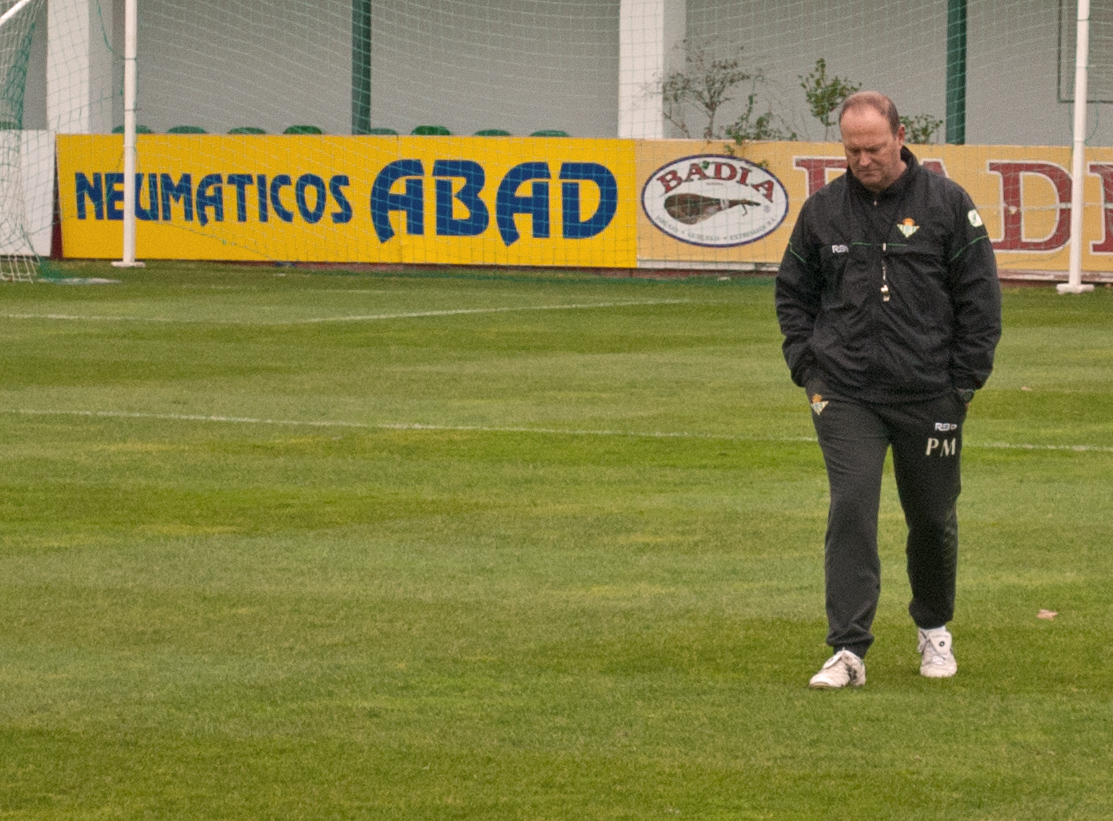
Pepe Mel durante un entrenamiento del Real Betis, en diciembre de 2010.

Mel comenzó su trayectoria como técnico llevando las riendas del Club Deportivo Coslada en 1999. Al año siguiente, llegó al C. P. Mérida; pero tras la desaparición de la entidad, quedó libre y firmó por el Real Murcia. El conjunto pimentonero terminó la temporada 2000-01 como 13.er clasificado. 

#### C. D. Tenerife
En la temporada 2001-02, fichó por el C. D. Tenerife, sustituyendo a Rafa Benítez, y debutó en Primera División el 26 de agosto de 2001, en el Estadio Heliodoro Rodríguez, frente al Deportivo Alavés. No tuvo éxito en su trayectoria en el conjunto insular y fue destituido en febrero de 2002 tras perder contra el Rayo Vallecano, después de haber dirigido en 26 partidos al equipo chicharrero, que en ese momento se encontraba como último clasificado de Primera. Fue sustituido por Javier Clemente, que no pudo evitar el descenso del elenco tinerfeño a Segunda División esa temporada.

#### Getafe C. F.
A mitad de la temporada 2002-03, Mel fue contratado por el Getafe C. F., que militaba esa temporada en Segunda División y que en aquel momento ocupaba puestos de descenso, pero que bajo su dirección no pasó apuros para salvar la categoría. Sin embargo, Mel decidió dejar su cargo.

#### Deportivo Alavés
Durante la temporada 2003-04, el técnico madrileño entrenó al Deportivo Alavés, que se quedó a las puertas del ascenso, logrando llegar hasta las semifinales de la Copa del Rey, donde cayó frente al Real Zaragoza. Con la llegada de Dmitry Piterman, Mel no renovó.

#### Polideportivo Ejido
En junio de 2004, fichó por el Polideportivo Ejido. El equipo celeste cuajó un gran comienzo de temporada, logrando una holgada permanencia en la temporada 2004-05; pero tras 12 jornadas de la siguiente campaña, Mel acabó siendo destituido por los malos resultados que llevaron al equipo almeriense a las últimas posiciones de la clasificación.

#### Rayo Vallecano
En 2006, llegó al banquillo del Rayo Vallecano, en Segunda División B. Tras terminar 2.º de su grupo y perder contra el Eibar en la promoción de ascenso en su primera temporada al mando del equipo franjirrojo; logró ascender a Segunda División A en su segundo intento, en 2008. En la siguiente temporada, la 2008-09, llevó al club vallecano a la 5.ª posición de la categoría de plata. Sin embargo, en febrero de 2010, Mel fue destituido tras una mala racha de resultados, aunque el cuadro rayista todavía ocupaba una tranquila 11.ª posición.

#### Real Betis Balompié
En julio de 2010, Mel se convirtió en el nuevo técnico del Real Betis. Consiguió el ascenso a Primera División al frente del conjunto verdiblanco en la temporada 2010-11, siendo el campeón de Segunda y el máximo goleador, y cayendo en los cuartos de final de la Copa del Rey frente al F. C. Barcelona con un resultado global de 8-3, con 5-0 en el Camp Nou y un 3-1 en el Benito Villamarín (2 de ellos en los primeros 10 minutos de partido). Durante su estancia en el equipo andaluz se caracterizó por su apoyo a la cantera verdiblanca, contabilizándose el debut de hasta 16 canteranos con el primer equipo durante su etapa en el banquillo verdiblanco (Ezequiel, Beñat Etxebarria, Sergio Rodríguez, Álex Martínez, Miki Roqué, Manu Palancar, José Alberto Cañas Ruiz-Herrera, Razak Brimah, Fran No, Álvaro Vadillo, Alejandro Pozuelo, Nono, Adrián San Miguel del Castillo, Eder Vilarchao, José Antonio Caro Martínez y Pepelu).
Renovó con el Betis por tres años para afrontar la vuelta a Primera del club verdiblanco, logrando la permanencia a falta de 3 jornadas para el final de la Liga 2011-12, a pesar de haber tenido una temporada llena de altibajos, debido a que consiguió 4 victorias consecutivas en las 4 primeras jornadas de Liga (frente a Granada, Mallorca, Athletic Club y Zaragoza) e inmediatamente perder 9 de los 10 encuentros siguientes, lo que le puso al borde de la destitución, que se pudo haber llevado a cabo tras el encuentro frente al Valencia en el Benito Villamarín, donde el Real Betis remontó un 0-1 en el tiempo añadido con 2 goles de Rubén Castro. A pesar de esta mala racha, la afición bética siempre apoyó a su entrenador. Durante la temporada 2011-12, el Betis consiguió varios logros como ser el primer equipo visitante que marcaba un gol en el Camp Nou (4-2) y la victoria en el Ramón Sánchez Pizjuán con dos goles de Beñat de falta, logrando un resultado final de 1-2.
En la temporada 2012-13, el Betis dio un salto de calidad, pasando de luchar por la permanencia a aspirar a hacerlo por entrar en competiciones europeas. El conjunto verdiblanco terminó obteniendo acceso a la UEFA Europa League gracias a su 7.º puesto final. Este éxito le supuso una nueva renovación de su contrato con el club, y lo convirtió en el entrenador de Primera que más tiempo lleva en su banquillo en dicha temporada. No obstante, acabó siendo cesado el 2 de diciembre de 2013, con el Betis como colista con 10 puntos tras 15 jornadas de Liga.

#### West Bromwich Albion
El 9 de enero de 2014, el West Bromwich Albion confirmó su contratación como nuevo técnico. Logró salvar al equipo inglés del descenso en la última jornada, tras finalizar en decimoséptima posición. Al día siguiente dejó la entidad inglesa de mutuo acuerdo.

#### Real Betis Balompié
El 20 de diciembre de 2014, el Real Betis Balompié confirmó el regreso de Mel a la entidad. Se hizo cargo del equipo sevillano en la 19.ª jornada, cuando ocupaba la 3.ª posición, y volvió a conseguir el ascenso a Primera División, esta vez dos jornadas antes de acabar la Liga.
El 10 de enero de 2016, el Consejo de Administración del club decidió rescindir el contrato de Pepe Mel, poniendo fin de este modo a su segunda andadura como técnico del Real Betis Balompié. En aquel momento, el equipo verdiblanco encadenaba 8 partidos consecutivos sin ganar y ocupaba la 15.ª posición al término de la primera vuelta de la Liga.

#### Deportivo de La Coruña
El 28 de febrero de 2017, fichó por el Real Club Deportivo de La Coruña tras la destitución de Gaizka Garitano, con el objetivo de evitar el descenso de categoría. Logró dos victorias y dos empates en sus 4 primeros partidos como técnico del conjunto gallego y finalmente alcanzó la permanencia en la penúltima jornada de Liga. Sin embargo, el 23 de octubre de 2017, el club optó por rescindir su contrato, dejando al equipo blanquiazul en 16.ª posición tras 9 jornadas de la Liga 2017-18.

#### U. D. Las Palmas
El 4 de marzo de 2019, sustituyó a Paco Herrera en el banquillo de la Unión Deportiva Las Palmas, logrando la permanencia. En las temporadas 2019-20 y 2020-21, el equipo amarillo finalizó como 9.º clasificado. El 4 de junio de 2021, renovó su contrato hasta 2022.
El 23 de enero de 2022, fue destituido, dejando al equipo insular en 7.ª posición de Segunda División, a solo tres puntos de los puestos de "play-offs" de ascenso a Primera División. Mel se convirtió en el segundo técnico en la historia de la Unión Deportiva Las Palmas con más partidos dirigidos de manera consecutiva (128), solo por detrás de Pierre Sinibaldi, con un balance de 44 victorias, 41 empates y 43 derrotas.

#### Málaga C. F.
El 21 de septiembre de 2022, el Málaga C. F. anunció el fichaje de Pepe Mel tras la marcha de Pablo Guede. El 25 de enero de 2023, Mel fue destituido tras sumar 18 puntos en 18 partidos y no poder salir de la zona de descenso, dejando al equipo andaluz a 4 puntos de la zona de salvación, misma situación que había a su llegada al banquillo de La Rosaleda.

#### O. F. I. Creta F. C.
El 14 de diciembre de 2023, fichó por el O. F. I. Creta F. C. de la Superliga de Grecia hasta junio de 2024. El 12 de febrero de 2024 llegó a un acuerdo con el club para rescindir el contrato tras disputar 12 partidos en los que consiguió 6 puntos.

#### U. D. Almería
El 13 de marzo de 2024, fue contratado por la U. D. Almería, colista de la Primera División de España. Sin embargo, no pudo evitar el descenso del equipo indálico a Segunda División. Al finalizar la temporada dejó el club almeriense tras conseguir tres victorias y dos empates en los únicos diez encuentros que dirigió.

#### Regreso al C. D. Tenerife
El 16 de septiembre de 2024 sustituyó a Óscar Cano al frente del C. D. Tenerife de la Segunda División, firmando un contrato hasta final de temporada. Sin embargo, el 20 de diciembre de 2024, el club anunció que no iba a continuar en el cargo después de jugar el último partido del año.

## Clubes

### Como jugador
| Equipo                         | País    | Años      |
| ------------------------------ | ------- | --------- |
| Real Sociedad Deportiva Alcalá | España  | 1983-1984 |
| Castilla Club de Fútbol        | España  | 1983-1987 |
| Club Atlético Osasuna          | España  | 1987      |
| Club Deportivo Castellón       | España  | 1987-1989 |
| Real Betis Balompié            | España  | 1989-1993 |
| Granada Club de Fútbol         | España  | 1993-1995 |
| Benidorm                       | España  | 1995-1996 |
| Getafe Club de Fútbol          | España  | 1996-1997 |
| Écija Balompié                 | España  | 1997-1998 |
| Angers S. C. O.                | Francia | 1998      |

### Como entrenador
Actualizado de acuerdo al último partido jugado el 22 de diciembre de 2024.
| Club                       | País       | Año       | P   | PG | PE | PP | % ptos. |
| -------------------------- | ---------- | --------- | --- | -- | -- | -- | ------- |
| Unión Zona Norte de Madrid | España     | 1998-1999 |     |    |    |    |         |
| Club Deportivo Coslada     | España     | 1999-2000 | 44  | 27 | 10 | 7  | 68.94   |
| Club Polideportivo Mérida  | España     | 2000      | 4   | 3  | 1  | 0  | 83.33   |
| Real Murcia Club de Fútbol | España     | 2000-2001 | 42  | 13 | 13 | 16 | 41.27   |
| Club Deportivo Tenerife    | España     | 2001-2002 | 27  | 6  | 6  | 15 | 29.63   |
| Getafe Club de Fútbol      | España     | 2002-2003 | 23  | 8  | 8  | 7  | 46.38   |
| Deportivo Alavés           | España     | 2003-2004 | 50  | 22 | 19 | 9  | 56.67   |
| Club Polideportivo Ejido   | España     | 2004-2005 | 56  | 15 | 17 | 24 | 36.9    |
| Rayo Vallecano de Madrid   | España     | 2006-2010 | 169 | 76 | 58 | 35 | 56.41   |
| Real Betis Balompié        | España     | 2010-2013 | 156 | 68 | 32 | 56 | 50.43   |
| West Bromwich Albion       | Inglaterra | 2014      | 17  | 3  | 6  | 8  | 29.41   |
| Real Betis Balompié        | España     | 2014-2016 | 46  | 21 | 12 | 13 | 54.35   |
| Deportivo de La Coruña     | España     | 2017      | 24  | 6  | 7  | 11 | 34.72   |
| Unión Deportiva Las Palmas | España     | 2019-2022 | 128 | 44 | 41 | 43 | 45.05   |
| Málaga Club de Fútbol      | España     | 2022-2023 | 20  | 4  | 9  | 7  | 35      |
| O.F.I. Creta F.C.          | Grecia     | 2023-2024 | 12  | 1  | 3  | 8  | 16.67   |
| Unión Deportiva Almería    | España     | 2024      | 10  | 3  | 2  | 5  | 36.67   |
| Club Deportivo Tenerife    | España     | 2024      | 15  | 4  | 4  | 7  | 35.56   |

## Palmarés

### Como jugador
| Título           | Club            | País   | Año  |
| ---------------- | --------------- | ------ | ---- |
| Segunda División | C. D. Castellón | España | 1989 |

#### Distinciones[66]
| Distinción                               | Club         | País   | Año     |
| ---------------------------------------- | ------------ | ------ | ------- |
| Máximo goleador de la Segunda División   | Real Betis   | España | 1989-90 |
| Máximo goleador de la Segunda División B | Getafe C. F. | España | 1996-97 |

### Como entrenador
| Título             | Club           | País   | Año  |
| ------------------ | -------------- | ------ | ---- |
| Segunda División B | Rayo Vallecano | España | 2008 |
| Segunda División   | Real Betis     | España | 2011 |
| Segunda División   | Real Betis     | España | 2015 |

## Publicaciones
- Mel, Pepe (2011). El mentiroso. Jirones de Azul. ISBN 978-84-92868-70-4.
- Mel, Pepe (2013). El camino al más allá. Jirones de Azul. ISBN 978-84-92868-48-3.
- Mel, Pepe (2016). La prueba. Samarcanda. ISBN 978-84-16179-87-9.
- Mel, Pepe (2018). La llave sefardí. Almuzara. ISBN 978-84-17418-60-1.
- Mel, Pepe (2022). Los asesinatos de la Xana. Almuzara. ISBN 978-84-18648-27-4.
- Mel, Pepe (2024). El despertar del Diablo. Almuzara. ISBN 978-84-10521-70-4.